# Eleccions municipals de València de 1913
Les eleccions municipals de València de 1913 van ser unes eleccions municipals de València dins del marc de les eleccions municipals espanyoles de 1913, organitzades pel govern del conservador Eduardo Dato e Iradier i celebrades el diumenge 9 de novembre de 1913.
A València, les eleccions es van realitzar durant l'alcaldia del liberal Fernando Ibáñez Payés. Tot i que el Partit d'Unió Republicana Autonomista (PURA), republicà i blasquista, va ser la candidatura més votada i amb més representació recuperant-se lleugerament dels resultats de l'any 1911, la suma de vots i regidors del Partit Conservador (PC), Partit Liberal (PL), Tradicionalistes (CT) i Lliga Catòlica (LC), reunits tots a la "Coalició Monàrquica", superava en diferència els resultats del PURA, deixant-los en minoria. Els triomfadors d'aquestes eleccions, donc, foren els partits monàrquics.

## Resultats
| Districte                 | Candidats                       | Electe | Partit | Vots    |
| ------------------------- | ------------------------------- | ------ | ------ | ------- |
| CENTRE (2 regidors)       | Eugenio Miquel Madaleno         | Sí     | PURA   | 1.093   |
| CENTRE (2 regidors)       | José Selva Mergelina            | Sí     | CT     | 1.076   |
| CENTRE (2 regidors)       | Francisco Catalá Alberich       | No     | PURA   | 627     |
| CENTRE (2 regidors)       |                                 |        | 2.796  |         |
| AUDIÈNCIA (2 regidors)    | Miguel Fabregat Vidal           | Sí     | CT     | 1.094   |
| AUDIÈNCIA (2 regidors)    | Vicente Lassala Miguel          | Sí     | PC     | 922     |
| AUDIÈNCIA (2 regidors)    | Manuel Ferrando Martín          | No     | PURA   | 716     |
| AUDIÈNCIA (2 regidors)    |                                 |        | 2.732  |         |
| UNIVERSITAT (2 regidors)  | Gregorio Lluch Gallent          | Sí     | LC     | 1.004   |
| UNIVERSITAT (2 regidors)  | Eleuterio Vicente Berzal Martín | Sí     | PC     | 877     |
| UNIVERSITAT (2 regidors)  | Francisco Palanca Labayla       | No     | PURA   | 808     |
| UNIVERSITAT (2 regidors)  |                                 |        | 2.689  |         |
| TEATRE (2 regidors)       | Francisco Cortés Francés        | Sí     | CT     | Art. 29 |
| TEATRE (2 regidors)       | José Mira Meseguer              | Sí     | PURA   | Art. 29 |
| TEATRE (2 regidors)       |                                 |        | -      |         |
| HOSPITAL (3 regidors)     | Américo Montoro Gómez           | Sí     | PURA   | 1.496   |
| HOSPITAL (3 regidors)     | Julián Llopis Sanfelipe         | Sí     | PURA   | 1.429   |
| HOSPITAL (3 regidors)     | Antonio Ocaña Portolés          | Sí     | PL     | 1.076   |
| HOSPITAL (3 regidors)     | Miguel Ortega ...               | No     | Ind    | 900     |
| HOSPITAL (3 regidors)     | Manuel Oller Celda              | No     | LC     | 894     |
| HOSPITAL (3 regidors)     |                                 |        | 5.795  |         |
| MISERICÒRDIA (2 regidors) | Vicente Alcácer Meri            | Sí     | PURA   | 1.568   |
| MISERICÒRDIA (2 regidors) | Miguel Cavanillas Armendáriz    | Sí     | PC     | 1.218   |
| MISERICÒRDIA (2 regidors) | Miguel Chulià ...               | No     | Ind    | 696     |
| MISERICÒRDIA (2 regidors) |                                 |        | 3.482  |         |
| MUSEU (3 regidors)        | Miguel Polo Gil                 | Sí     | PC     | 1.829   |
| MUSEU (3 regidors)        | Miguel Paredes García           | Sí     | PL     | 1.816   |
| MUSEU (3 regidors)        | Mariano Guillot Carbonell       | Sí     | PURA   | 1.120   |
| MUSEU (3 regidors)        | Ricardo Muñoz Carbonero         | No     | PURA   | 1.008   |
| MUSEU (3 regidors)        | José Alabarda ...               | No     | Ind    | 646     |
| MUSEU (3 regidors)        |                                 |        | 6.419  |         |
| RUSSAFA (2 regidors)      | Ricardo Hernández Osca          | Sí     | PURA   | 1.722   |
| RUSSAFA (2 regidors)      | Vicente Monfort Giner           | Sí     | PL     | 1.617   |
| RUSSAFA (2 regidors)      | Germán Aleixandre ...           | No     | Ind    | 1.510   |
| RUSSAFA (2 regidors)      |                                 |        | 4.849  |         |
| VEGA (3 regidors)         | José María Marzal Pavía         | Sí     | PURA   | 2.922   |
| VEGA (3 regidors)         | Emilio Cuñat Berard             | Sí     | PL     | 2.898   |
| VEGA (3 regidors)         | Tomás Esplugues Galindo         | Sí     | PURA   | 2.835   |
| VEGA (3 regidors)         | Salvador Guanter Ferrando       | No     | CT     | 2.702   |
| VEGA (3 regidors)         |                                 |        | 6.051  |         |
| PORT (3 regidors)         | Juan Brau Sanoguera             | Sí     | PURA   | 1.868   |
| PORT (3 regidors)         | Abelardo Solsona García         | Sí     | PURA   | 1.814   |
| PORT (3 regidors)         | Enrique Martí Vidal             | Sí     | PC     | 1.737   |
| PORT (3 regidors)         | Vicente Llorens Oliver          | No     | PL     | 1.681   |
| PORT (3 regidors)         | Fidel Gurrea Olmos              | No     | PL     | 173     |
| PORT (3 regidors)         |                                 |        | 7.273  |         |